# 川

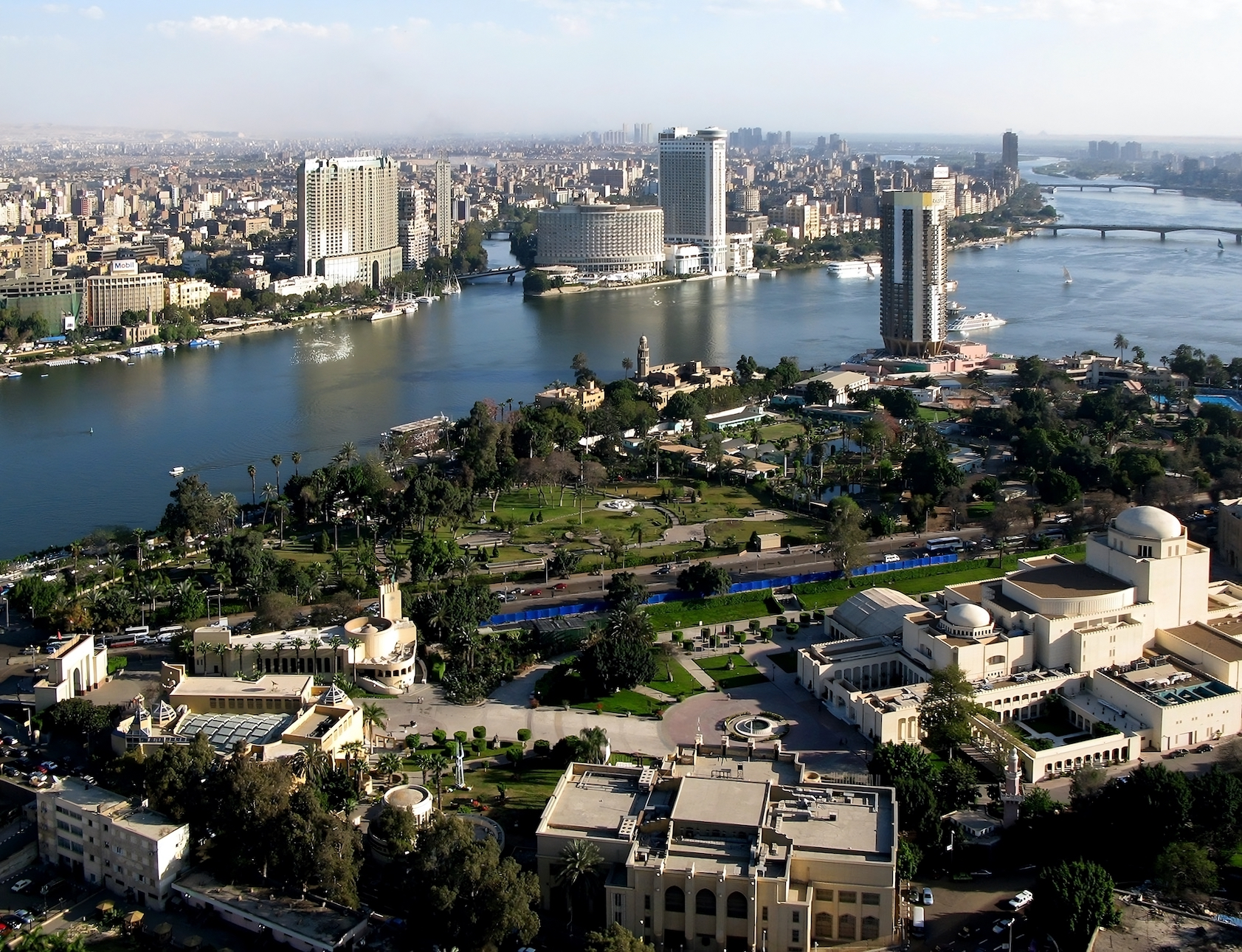
世界最長の川であるナイル川

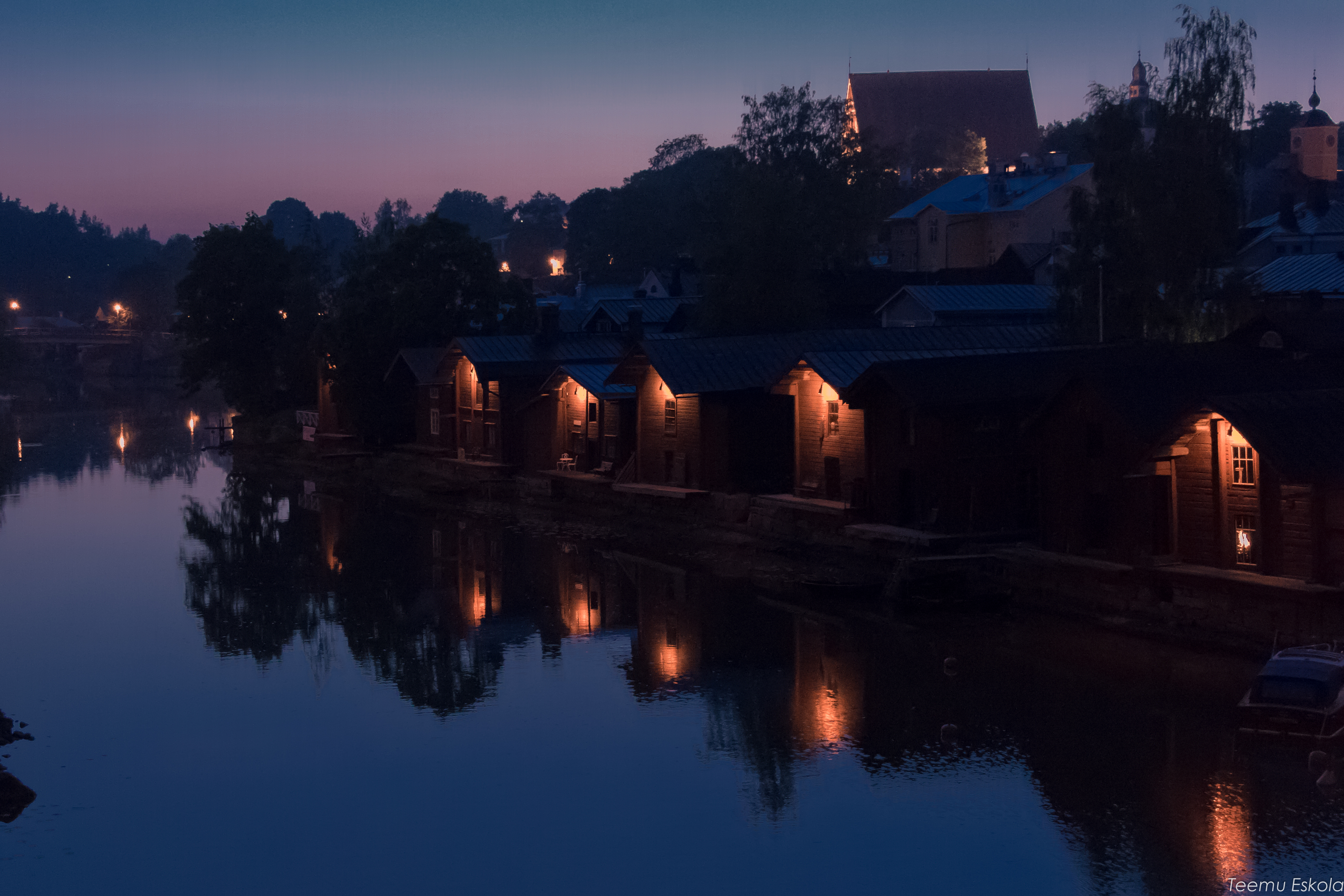
中世の町、ポルヴォー、フィンランドのポルヴォー川（Porvoonjoki）

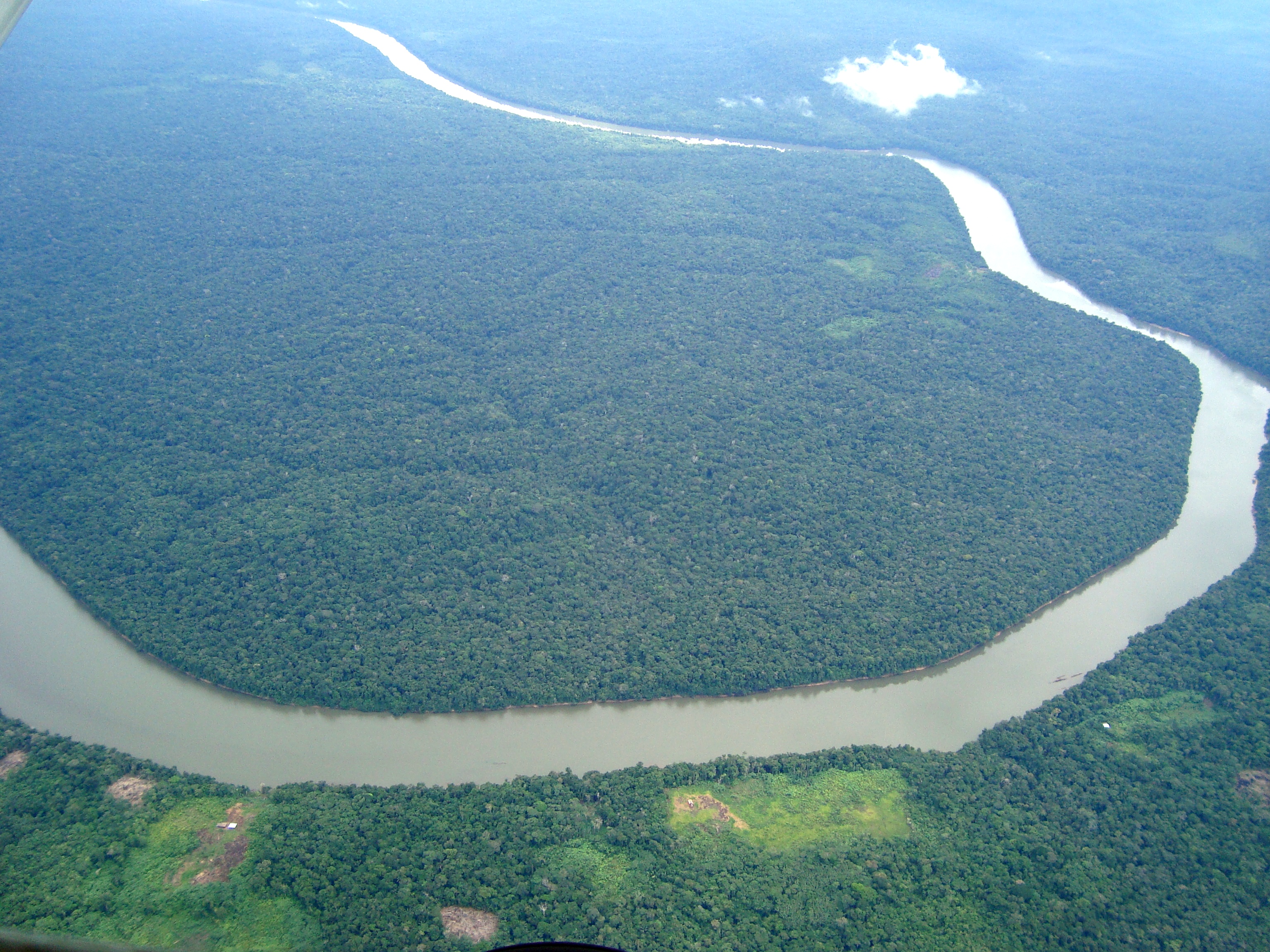
世界最大の流域面積を有する川であるアマゾン川

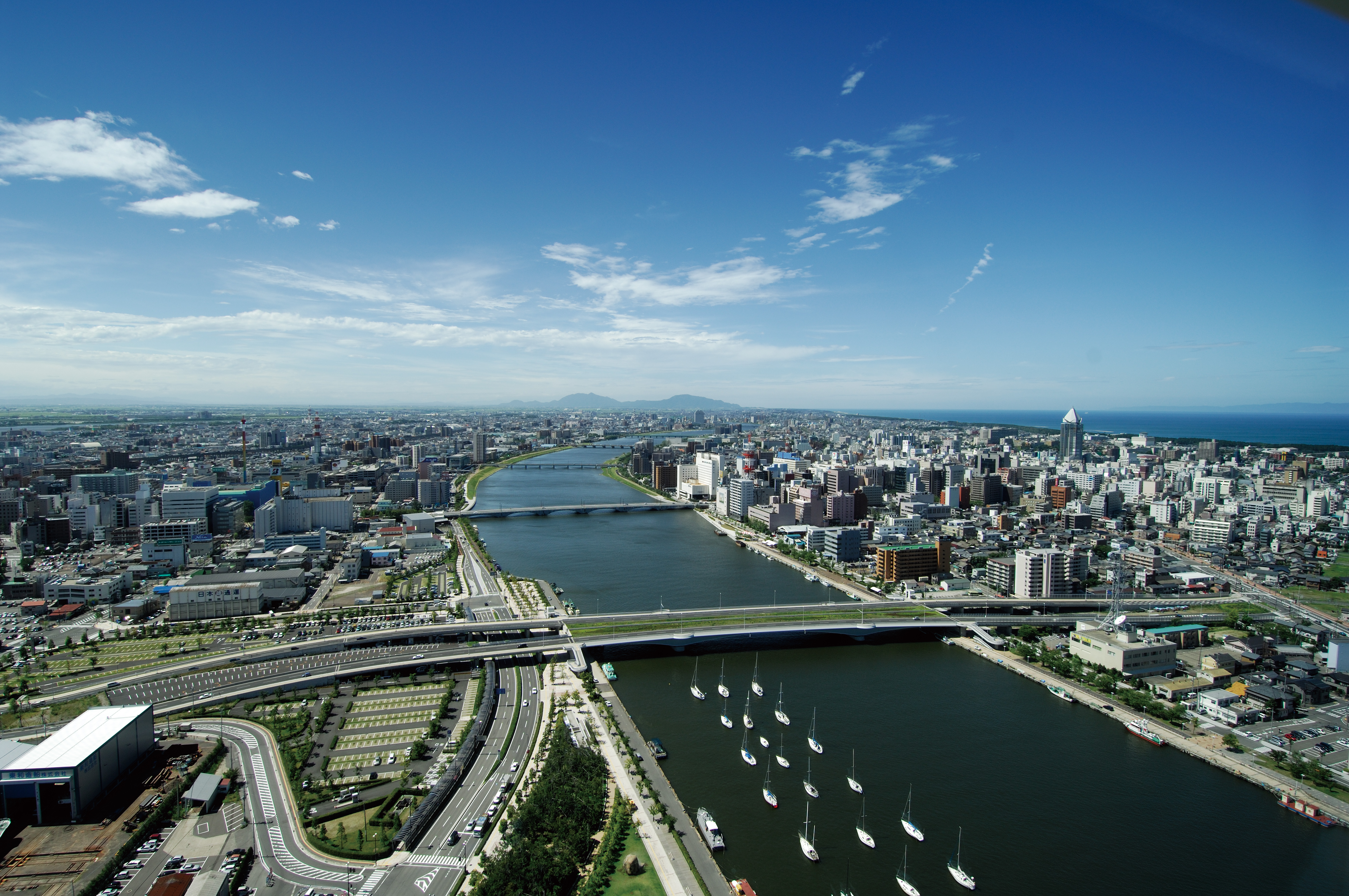
日本最長の川である信濃川

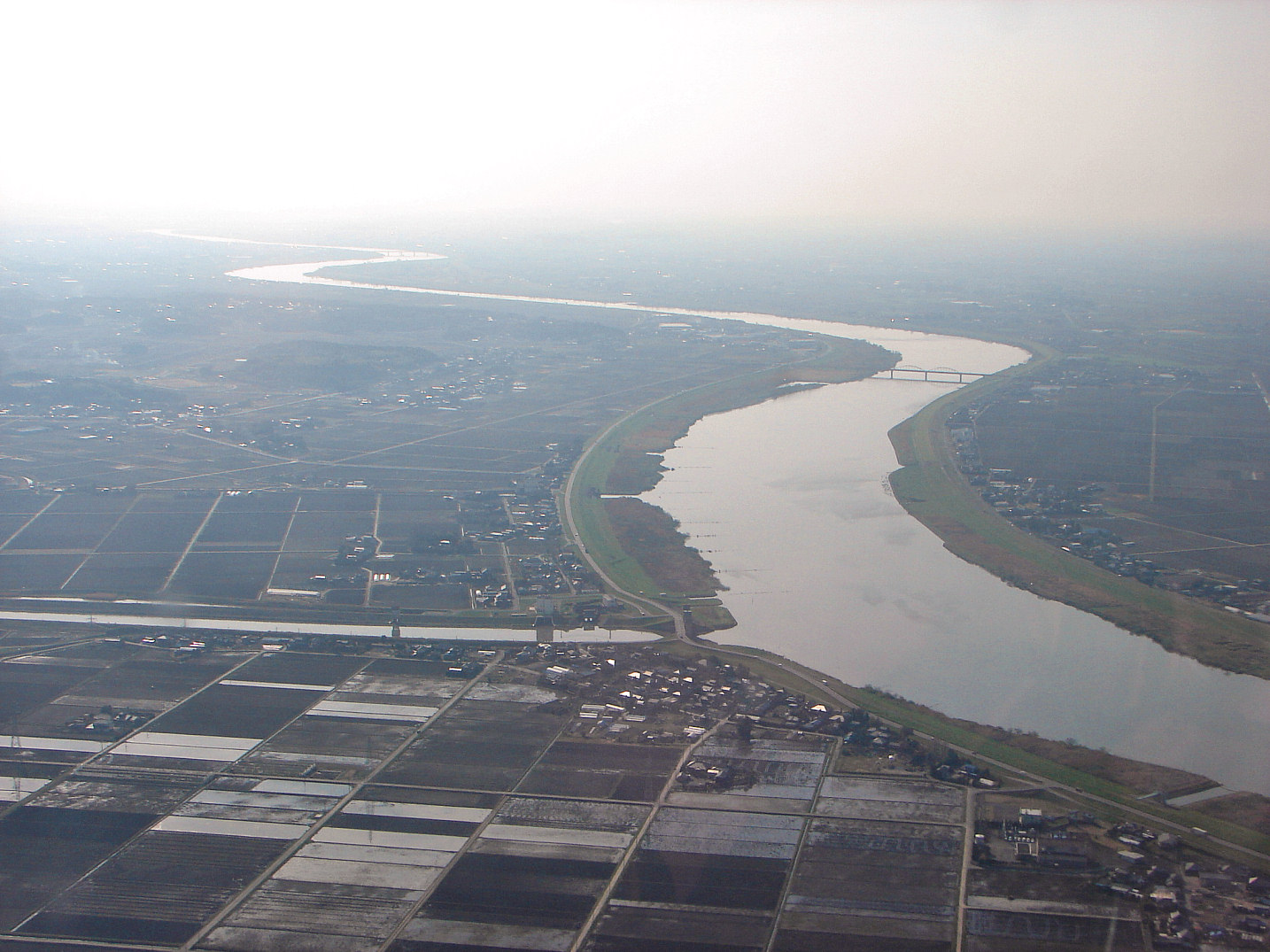
日本最大の流域面積を有する川である利根川

川（かわ）は、地表に存在する水が重力に従い、より低い場所へと流れることで形成される細長い地形である。その水源は、雨水として地表に降り注いだものや、地下から湧き出したものなど多様である。これらの水が集まり、連続した線状の流れとなったものが、一般に川または河川（かせん）と呼ばれる。
特筆すべき点として、川の中には、季節的な要因や降水量の変動により、一時的に水の流れが途絶える場合も存在する。しかしながら、そのような状態にある地形であっても、その形状や過去に水の流れた痕跡などから、川として認識される。

## 水流としての河川
河川の水流は単純なものではなく、川底の地形などによって、二次流、回転流、螺旋状の流れなど様々な流れが発生している。河川には沿岸や河床を削り取った土砂が含まれているが、この土砂は沿岸の土質によって含まれる量が異なり、沿岸がもろい土質だったり森林伐採などにより裸地となっている場合には多量の土砂が含まれ、濁った川の色となる。こうした土砂の運搬は、水流によって砂礫がそのまま機械的に流されていくものと、川の水に溶け込んだ土砂が流されていくものとに分かれる。河川の流速は一般に河川全体の勾配に比例しており、源流の標高が高く河川長が短いほど流速は早くなり、急流となる。一般に日本の河川は勾配がきつく、流速が早い傾向にある。また、河川の最小水量と最大水量の差を河況係数と呼び、この係数が大きいほど渇水期と雨季の流量の差が激しく、治水や利水が困難となる。河況係数は雨季と乾季の明確な区別のある乾燥地帯を流れる河川(ニジェール川など）や、雨季に大量の降水がある上全長が短く降雨が一気に河道に集中しやすい日本の多くの河川において高くなる傾向がある。

### 水循環
地球上の水の97%は海水で、陸にある水は3%である。陸水の大部分は、北極・南極に集中する雪や氷と、地下水として存在するので、河川水は地球上の水の0.0001%にしかあたらない。絶えず流れ下りながら尽きることがない川の水は、地球規模の水循環の一部である。
川に流入する水の源は、究極的には雨や雪などの降水である。降水が地表で直接河川に流れ込む以外に、地下水から川に入る水もある。雪や雨は一時的な現象なので、川の持続的な水源は地下水である所が多い。地下水は地表で流れ込むとは限らず、直接川底に湧出するものもある。他に、湖沼から流入したり、寒冷気候では万年雪や氷河に由来する水も入る。人間が利用した後の処理済み・未処理の排水も川に入る。
川からの流出でもっとも見えやすいのは、海や湖沼に流れ込む部分である。他に、表面から蒸発して大気中の水蒸気になったり、川底から染み込んで地下水になったりする。常時流水がなく、降水時以外は水の流れない、いわゆる水無川も存在する。水無川は周囲の降水が少なく水が流れない場合と、河床の土質が水を吸収しやすく、流水を吸い込んでしまう場合が存在する。特に乾燥地帯では蒸発・浸透が大きく、降水時のみ流れたり途中で涸れてしまう川がほとんどを占め、これをワジと呼ぶ。また、とくに石灰岩地域においては、地表から吸い込まれた水が地下の不透水地層にさえぎられて下流へと流れだし、地下に河川が成立する場合がある。こうした場合、しばしば地下河川には鍾乳洞が成立する。川によっては人間に利用される部分も大きい。
流入量と流出量を推計して全体の流れをみたものを水収支という。川においては川そのものの水収支のほかに、流域の水収支に関心が寄せられる。水収支は一年以上の長期をとればほぼ釣り合うが、短い期間の量の増減と収支のバランスは、日々の天気やそれを通じた季節変動に大きく左右される。

### 水系と流域

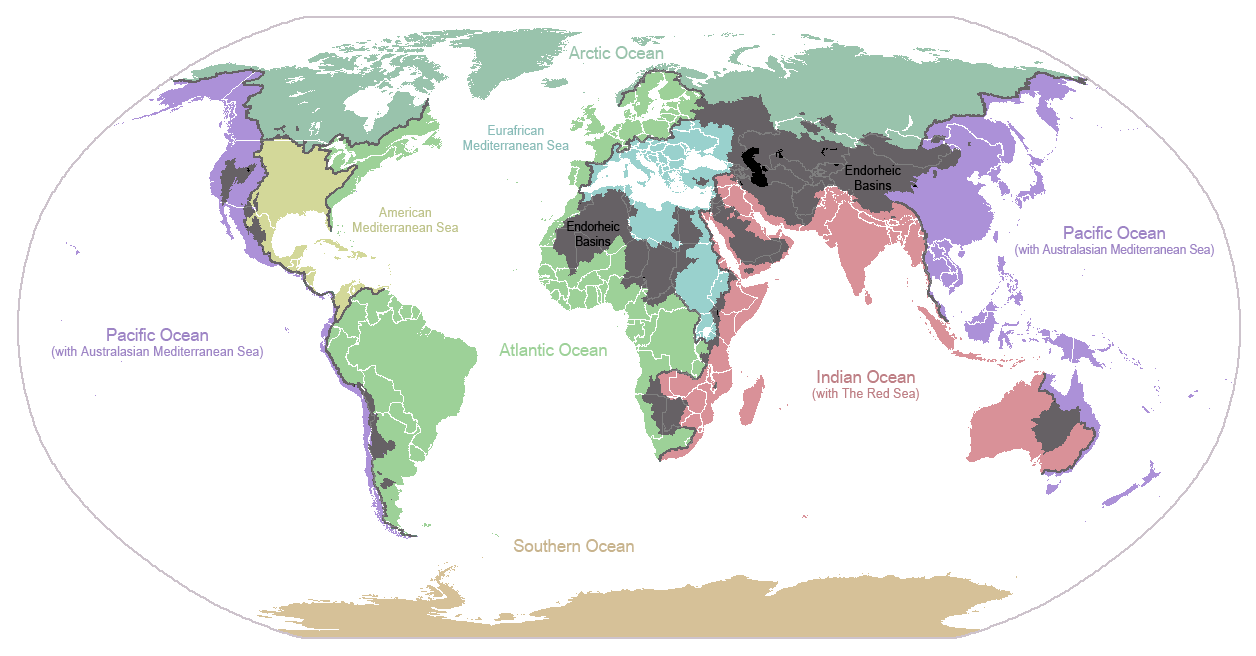
世界を分割する分水界

河道は通常1本ではなく樹状構造を取り、本流に各地から集まってきた支流が流れ込む構造となっている。こうした河川の集合を水系と呼ぶ。各水系はその水系に流れ込む水を集める領域(集水域）を持ち、その総合を流域と呼ぶ。各河川の流域は稜線などによってかなり明確に区切られており、その境界を分水界、山岳である場合は分水嶺と呼ぶ。本流と支流の区別は厳格な基準があるわけではなく、本流より長く水量も多い支流は珍しくない。たとえば、世界3位の長さを誇るミシシッピ川は本流よりも支流であるミズーリ川の方が長く、川の長さもミズーリ川の源流からの長さで計算されている。また、支流は本流に流れ込むものであるが、逆に本流から流れ出して海へと注ぐ派川（分流）も存在する。派川は多くの場合下流域に集中して存在し、とくに三角州においては多くみられる。こうした派川によって、三角州に流れ込む川の多くは複数の河口を持つ。

### 潮汐の影響
海の河口部においては、流速や水位が潮の干満の影響を受けて変動する区域がある河川がある。こうした河川は感潮河川、影響を受ける区域は感潮域と呼ばれる。感潮域は汽水域となっており、表層の軽い河川水の下に塩分を含んで重い海水が潜り込み、塩水くさびと呼ばれるくさび形の海水の侵入をなす。
干満の差がとくに大きい場合には、満潮の際に海水が段波と呼ばれる垂直壁状の波となって激しく逆流する、海嘯という現象が発生する。特にブラジルのアマゾン川で発生するものはポロロッカと呼ばれ、広く知られている。

## 地形にもたらす作用

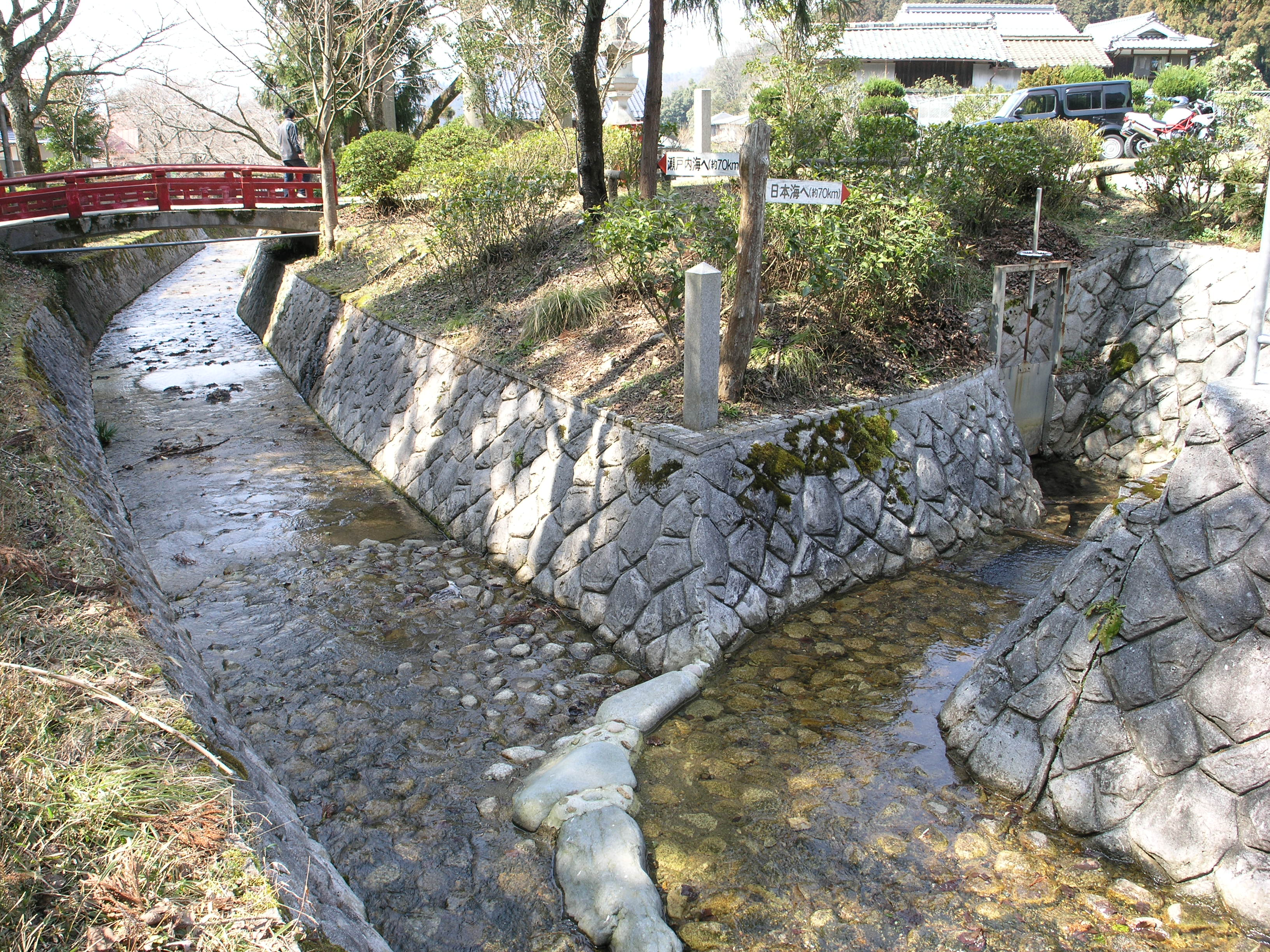
分水界の例。兵庫県丹波市の水分れ公園にある高谷川（加古川水系）の水路分岐点。直線に進む側は加古川水系で瀬戸内海へ向かい、写真右に分かれている用水路は由良川水系で日本海へ向かう。

河道は恒久的な構造ではなく、自然の状態では水の各作用、土壌の侵食・削りだした土砂の運搬・流れが緩やかな部分への土砂の堆積によって数年から数十年（百年以上も）単位で位置を変える場合がある。また、河川はそのできてからの地形の変遷によって、幼年期・青年期・壮年期・老年期に大まかに分類される。まず平原の低いところに水が集まって河道が形成されるのが幼年期である。青年期になると、侵食が進むことで峡谷が形成される。峡谷は水量が多く侵食力の大きい下流の方が深く広くなる。また、同じ理由で渓谷は河口付近に誕生し、時とともに上流へと延びていくこととなる。壮年期に入ると侵食は流域の全域に及ぶようになり、源流である山岳も削られて鋭いものとなる。一方で下流では堆積が進んで平野が広がるようになり、堆積物による三角州も河口には形成されるようになる。老年期になると、侵食作用が著しく進み、山岳はすべて削られつくして準平原が広がるようになる。こうした準平原には山岳のわずかな残りである残丘が点在している。そしてこの準平原が地殻変動などで隆起することによって、再び幼年期からの川の成長が始まる。なお、実際には老年期にまで達する河川はごくわずかで、地球上にあるほとんどの河川は幼年期から壮年期に属する。これは、地殻変動や火山噴火、気候の変化や海面の高さの変化などの様々な要因によって、老年期に達する前に地形の若返りが起こり、そこから再びサイクルが開始されるからであるとされる。こうした川を中心とした地形の変遷は地形輪廻とも呼ばれる。

### 侵食作用
川は水を運搬するだけでなく、水流によって川底や川岸の土砂や岩石を削りとり、長期的には峡谷を形成しながら谷を下方へと沈下させてゆく作用を持つ。このような川の作用を侵食作用と呼ぶ。
河川の水源は湧水や泉などが多い。山岳地帯に存在する湧水や泉から河川は始まり、渓流として山岳の斜面を流れ下るうちに各地の水源からの流水を合わせて沢となり、太い流れとなっていく。こうした源流部においては勾配が急であるため河川の侵食作用が激しく、山体は徐々に侵食されていくが、特に侵食がはげしい河川において侵食の先端が他の河川に到達した場合、前者の河川が後者の河川の上流部を丸ごと奪ってしまう場合が存在する。これを河川争奪と呼ぶ。河川争奪が起きた場合、奪った側は流量の増大によって侵食力が大きくなり谷が深くなる一方、奪われた側は、奪われた地点から下流においては流量の低下によって土砂を運搬することができなくなり、残った支流からの土砂が堆積するばかりになるため、広い谷が形成される。また、山岳地帯において侵食は一様ではなく、水流が断崖に出た場合や、河床の地質が固く侵食が食い止められる場合には侵食に段差ができ、この場合水流は滝となって落差をつけ垂直に落下する。
なお、河川は海岸で途切れてしまうわけではなく、海底谷をなして海洋のかなり深くまで地形的に連続していることがある。これは、氷期などによって海面が低下した際に河川がそこまで流れ込んでいたものが、そのまま残されたものである。また、海に流れ込んだ河川の水はしばらくの間周囲の海水とはある程度異なった水塊をなすことが多く、アマゾン川のように非常に水量の多い河川の場合、河口から数百km先においても周囲とは明らかに塩分濃度や成分の違った水塊となっている。

### 運搬作用
川によって侵食された粘土や砂礫は、流水に溶解したり、単に流されることによって、より下流へと運搬される。このような川の作用を運搬作用と呼ぶ。
川の下流に堆積する堆積物のうち、特に礫や巨礫などの砕屑物は角が丸くなっているものが多い。これは岩石が砕屑された際には切断面を残し角ばっていたものが、運搬によって徐々に削られて、角が丸くなるためである。

### 堆積作用
川が運搬する粘土や砂礫は、勾配の緩やかな下流付近で川の流速が弱くなることにより、その粒径によってふるい分けられながら、徐々に川底や河岸に集積され、堆積物となる。このような川の作用を堆積作用と呼ぶ。
山岳地帯から平野部に河川が流出する地点においては、山岳地帯で流れ込んだ大量の土砂が扇型に広がって堆積し、扇状地を形成する。特に中流域において、地殻変動により地面が隆起した場合、河川が下刻してそれまでの河岸平野を高原上に取り残してしまう場合がある。これは河岸段丘と呼ばれ、段丘という名の通り河道に沿っていくつかの段をなすことが多い。流れのうち、緩やかでよどみがあり深い地点は淵と、浅く急流となっている地点は瀬と呼ばれる。また、堆積物が川の中央部にたまって陸地となることがあり、これを中州という。河川が運んできた堆積物によって河川の下流部には広い平野が形成されることが多く、これを沖積平野と呼ぶ。後述の氾濫原や三角州も、沖積平野の一部である。また、山岳部においても勾配の緩やかな地点においては上流からの土砂が堆積し、しばしば谷底平野が形成される。
河川の増水時に河道から水が氾濫する一帯を氾濫原と呼び、水が得やすく土地が肥沃なため古くから農業に利用されてきたものの、河川が増水した場合には当然本来なら水没してしまうため、それを抑えるために様々な治水が行われてきた地域でもある。氾濫原の河道のそばには河川が運んできた土砂が堆積して微高地をなすことが多く、これを自然堤防と呼ぶ。これに対し、その背後に広がる低地は後背湿地と呼ばれる。なお、人類が堤防を建設して河道を固定した場合、上流から流れてきた土砂は河道の中に限定して堆積するため、河道自体が周辺の平野よりも高くなってしまう場合がある。これを天井川と呼ぶ。特に下流部においては河道は蛇行することも多いが、洪水などでその流れがショートカットされた場合、残された旧河道にはしばしば河道の形の湖が形成される。これを三日月湖と言い、自然の流路変更のほか人間による河川改修によって流路が変更された場合などにおいても形成される。
河口部には上流から流れてきた砂やシルトなどの堆積物が集まりやすく、大型の河川では三角州を形成することが多い。三角州といっても、堆積物の量や注ぎ込む海の状況によって様々な形状があり、海流が弱い場合はミシシッピ川のように海に長く張り出す形を取り、また強い場合はニジェール川のように、河口部では海岸線が膨らむものの直線的な海岸線となる。またガンジス川のように潮汐の影響が強い場合は、三角州のそれぞれの洲は沖合に細長く、また三角州全体では扇形に幅広く広がる。三角州は上流からの肥沃な土が堆積しており、また河川の水も豊富なため、各地で農業開発が進められ、大穀倉地帯となっていることが多い。ガンジス川やメコン川、ナイル川のデルタ地帯がその例である。

## 種類

### 内陸河川
普通の川は高地を水源とし海洋に注ぎ込むが、内陸河川は海洋に注ぎ込む前に水量が大幅に減って海に注ぐことなく消滅してしまう川である。中華人民共和国内モンゴル自治区の黒河や北アメリカ大陸のグレートベースンが知られている。また、タリム川とロプノールのように海洋ではなく閉鎖された湖沼に注ぎ込むものもある。また砂漠などに水が飲みこまれてしまうものもある。ユーラシア大陸を流れるものの中には2000㎞を超えるものもあるが、多くの内陸河川は海に注ぐ国際河川と比べ短い。
- アムダリア川（2574km,　タジキスタン、アフガニスタン、トルクメニスタン、ウズベキスタン）
- シルダリア川（2212km,　キルギス、タジキスタン、ウズベキスタン、カザフスタン）
- タリム川（2030km,　中国）
- ヴォルガ川（3690km,　ロシア）
- オモ川（760km,　エチオピア）
- シャリ川（949km,　中央アフリカ、チャド）
- オカヴァンゴ川（1600km,　アンゴラ、ナミビア、ボツワナ）- 河口で世界最大級の内陸デルタであるオカバンゴ・デルタを形成する
- ヘルマンド川（1130km,　アフガニスタン、イラン）
- ワーバートン川（412km,　オーストラリア）- グレートアーテジアン盆地を流れエア湖に注ぐ

### 小川

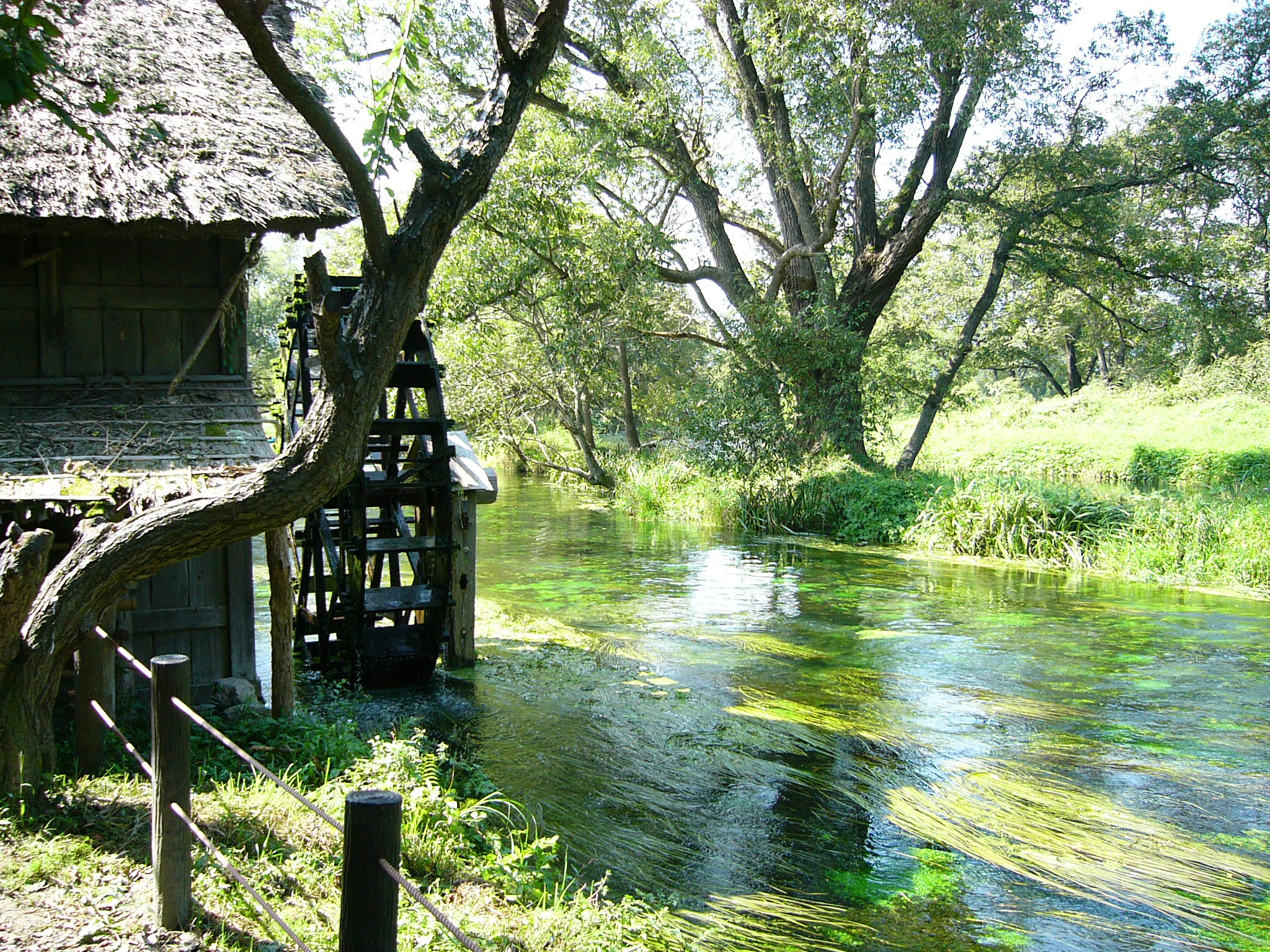
長野県安曇野市にある大王わさび農場を流れる小川と水車小屋

川を大きさで言い分けるとき、大きなものを河川（river）、小さなものを小川（stream）と呼ぶこともある。明確な定義はないが、小川と呼ぶものは流量が少ないため川幅が狭く、川底が浅い。小川の形成には主に3つの要素がある。表面流出、湧水、溝渠である。小川は淡水魚だけでなく、水辺に生息する小動物、昆虫、水草、低木などにとって欠かせないものであり、生息地分断化を抑制し生物多様性を保全する上で重要な回廊の役割を担っている。

### 日本の河川法による分類
日本は法律である河川法や地方自治体の一部条例で川を国土交通省や各自治体が管理 している。河川は下記のように分類される。
- 一級河川 - 一級水系内に含まれる河川。国土交通省が管理し、河川法が適用される。
- 二級河川 - 二級水系内に含まれる河川。都道府県が管理し、河川法が適用される。
- 準用河川 - 一級河川や二級河川に指定された水系以外で、市町村が管理する河川。河川法が準用されている。
- 普通河川 - 上記以外の水系のうち、市町村が必要と認めれば条例により管理される河川。河川法の適用を受けない。

これらは治水の難度や整備の重要度から判断され分類される。日本では、河川は水系によって一貫的に管理されている。

## 流量

### 降水量と流量
河川の流量は、降水量・流域面積・流域の状況によって変化する。河川の流量は次式で表される。
{\displaystyle Q_{y}=kpA\times 10^{3}}
{\displaystyle Q={\frac {kpA\times 10^{3}}{365\times 24\times 60\times 60}}}
Qy :河川の年間流出量[m3] Q :河川の年平均流量[m3/s] k :流出係数 p :年間降水量[mm] A :流域面積[km2]

### 流況曲線
河川の流量を多い順に日数で並べたもので、河川の管理に重要なものである。
|                    | 豊水量 | 平水量 | 低水量 | 渇水量 |
| ------------------ | ------ | ------ | ------ | ------ |
| 最大流量からの日数 | 95     | 185    | 275    | 355    |
| その流量の日数     | 95     | 90     | 90     | 90     |

## 温度
河川は流域の熱を吸収し、下流に運搬する作用がある。このため、河川の温度は一般に源流において最も低く、下流に及ぶにつれて上昇する。これは温帯に限らず、熱帯、極地でも成立する。
このため河川流域の樹木を伐採すると、すばやく熱が河川に運搬されるため、一般に気温が下がる。これは地表の日照が増えることから気温が上昇するだろうという直感とは逆の結果である。

## 開発
人類文明にとって、川は様々な用途に役立つ非常に有用なものである。人類の最初期に成立した文明は、エジプト文明がナイル川を、メソポタミア文明がチグリス川およびユーフラテス川を、インダス文明がインダス川を、黄河文明が黄河をそれぞれ基盤とするように、かなりの文明が大河川を母体としその流域に広がったものだった。

### 治水
川は台風や集中豪雨などによって一時に大量の水が押し寄せた場合、本来の河道から水があふれ周囲へと流れだすことがある。これは洪水と呼ばれるが、川の周囲には多くの場合人間が特に集中しており、大きな被害をもたらすことが多い。こうした水害から、人命や財産を守るための取り組みを治水という。地球上の多くの文明は川のそばに位置するものが多く、そのため川の氾濫を抑えることは文明の最重要課題のひとつであった。沖積平野のうえに社会を築く日本にとっても、治水は古来不可避の課題であった。こうした洪水を抑えるため、古来より各文明は様々な手段を講じてきた。水源近くによく整備された森林を整えて水源林とし、降水を一時的にプールすることで豪雨時の増水を抑えるとともに渇水時に一定の流水を確保することや、河道のそばに堤防を築いて河道をコントロールするとともに豪雨時に河道から水を溢れさせないこと、流路にダムを築いて土砂の流出を防いだり(砂防堰堤）、本流などにもっと大規模なダムを築いて貯水する、遊水地を確保して洪水時に水をプールする、分水路や排水路を建設して水を逃がす経路を作る、逆に締切堤によって分流を締め切り、川の流れを一か所に集めコントロールしやすくするなど、こうした治水手段は多岐にわたる。こうした目的で、特に近代以降工業力が増大し大規模な工事が行いやすくなるとダムや堤防の建設が盛んになり、また蛇行する河道を直線化して流れを良くすることも行われるようになった。
一方で、堤防などの構築によって自然豊かな山地からの流水が平野部に流入しなくなると、土地固有の生物種の変化が生じたり、窒素や燐といった栄養塩の供給が絶たれる弊害も生まれる ようになった。また、特にダムの建設には河道のそばに住んでいた住民の大量移住が必要となるなどの弊害も多い。また、山地における森林の荒廃や、堤防工事の進捗によって水が河道に集中するようになり、集中豪雨時には水位が上がりやすくなってきているなどの問題もある。

### 利水
河川を流れる水は、生活・工業・農業の各用水としての利用や、水力発電も行える貴重な資源である。利水のために、ダム、堰（せき）、用水路、河口堰などの施設を建設する。地球上のすべての文明は農耕を基盤とするため、農業用水の源としての河川は文明の死命を制する存在であり、工業時代に入ってもその重要性は衰えなかったばかりでなく、工業用水の供給元としても、さらに規模を拡大し続ける農業の水源としても、そして増大を続ける人口を支える生活用水の水源としても、河川の重要性は増大し続けている。一方で、中国の華北平原を流れる黄河や中央アジアを流れるアムダリア川やシルダリア川のように、流域人口の増大や農業開発の促進によって流域の水需要が河川の水量を越えてしまい、黄河では断流をしばしば引き起こすようになり、アムダリア川、シルダリア川では両河川の注ぎ込むアラル海が干上がってしまうなど、水利用のバランスの崩壊が深刻な環境問題を引き起こしている例もある。また、国際河川の場合、特に乾燥地を流れる河川においては水の分配は死活問題であり、深刻な国際問題となることが珍しくない。チグリス川とユーフラテス川においては、上流部を領有し水源を握るトルコが1976年にGAP計画を策定して両河川に多数のダムを建設し、沿岸地域を灌漑したが、これは下流域のシリアおよびイラクとの深刻な対立を引き起こした。また、ナイル川では1959年に結ばれた水利協定によって下流部のエジプトが流量の大半を利用できることになっている が、このエジプトに極めて有利な協定はウガンダやエチオピアなど上流域諸国の強い反発を呼び、2010年5月には「ナイル流域協力枠組み協定」という新協定ができたものの既得権を手放すこととなる下流域はこれを拒否し、いっぽう上流域はこれを受け入れて対立することとなった。
河川の重要な役割の一つに飲料水の供給があるが、特に都市部において都市中心部を流れる河川からの水道用水取水は通常行われない。これは、都市部を貫流する河川の多くが水質汚染の問題を抱えており、浄化に費用がかかるうえに処理を誤ると疫病の蔓延する状況を招きかねないためである。実際に産業革命期においては都市内の水質汚染が急速に進む一方で飲料水は河川から取水されることが珍しくなかったため、疫病の流行の一因となった。現代では先進国のほとんどで、河川の水を水道用水とする場合は水質のきれいな上流に築かれたダムから引水するか、また河川の伏流水が豊富で清潔な場合はそこから取水して水道に供給されることが多い。同様に、都市の排水路としても河川は重要であるが、処理されていない下水が河川にそのまま排水されることが近代以前は行われており、都市河川の水質の急速な悪化を招いた。現代では下水道と下水処理場の整備によってこれらの汚染水のかなりが浄化され、都市河川の水質浄化が進んでいるところも多い。
また、河川は動力源としても古くから利用されてきた。古くは河沿いに設置された水車が貴重な動力源となっており、近代以降は川をせき止めたダムに水力発電機を設置し、主要な電源の一つとなっている。
戦後の日本では1947年、電源開発促進法が制定され、復興のためのエネルギー供給源として河川が利用された。高度経済成長期には、大都市圏での水需要が急速に高まり、水資源供給の安定の向上が求められた。1961年、「水資源開発水系」ごとの開発計画を決定・実行していくことを目的として、水資源開発促進法および水資源開発公団法が制定された。しかし、急激な水需要にダム建設などの対策は間に合わず、福岡、高松、松江などの各地で水不足が生じた。

### 砂防
河川の上流部に位置する山地からは土砂が流入し、岩石なども自然の風化などによって砕かれ流れと共に細粒化しながら河口、または途中に堆積する。堆積物も流れに応じて再び川へ流入する。日本では1年間におおよそ2億立方メートルの土砂が山地から河川へ流出していると推定されており、半分程度の約1億立方メートルが川の途中のダムや砂防ダム、堰などに堆積して、残りが河口まで流れ下ると考えられている。土砂は利水用ダムの機能を減殺したり、堤防で仕切られた下流の河床を上げることで決壊のような洪水のリスクを増したりするため、砂防ダムなどで流入量が調整される。河川にこのような人工物が存在しない時代に自然に形成された河口側の砂浜などは、砂防ダムなどによる土砂の流入量の減少によって痩せ細る傾向がある。

### 採砂
主に建築資材用として大きな河川の河床より大規模に採砂が行われる。日本でもかつては大量の採砂が行われていたが、ダムや堤防による自然流入量の減少に対して過大な採砂が環境に悪影響を及ぼすとして規制され、1976年には全国合計で約4000万立方メートルだった砂利採取量が、2000年には約1100万立方メートルにまで減少した。

### 水運
河川は古くから船舶による交通路として用いられてきた。他の交通手段として馬車程度しかなかった時代には、船舶での交通は多くの物資や重量物を運搬するのに最適であり、川を下る場合には高速な手段でもあった。そのため、利水のほか水運も都市の形成にとって重要な要素であり、物資の運搬に有利であることが、河川沿いに多くの都市が発展した理由の1つである。
特に大きな船舶も航行可能な水量の豊かな河川は、内陸部の物資輸送に大きな役割を果たし、大陸を流れる大きな河川は、いずれの国においても重要視されてきた。例えばライン川の水運はドイツの代表的な工業地域であるルール工業地域の発展に貢献している。また、水運の利便性向上の為、河川の浚渫や、河川に繋がる運河の建設も、広く行われている。
特に各大陸においては、ドナウ川などのように複数の国家の領土内を流れる河川があり、こうした河川においては沿岸の国が条約を締結して、沿岸のみならずどこの国の船舶でも自由に航行できることとした国際河川となっていることが多い。特に水量の多く流れの緩やかなアマゾン川や長江においては、川の遙か上流にまで外洋の大きな船舶が遡行することができる。一方で、こうした川においても主流の船舶は小型のものが多く、そうした小型船舶は外洋に出ることが難しいため、河口部やその付近において外洋船と積み替える必要があり、ために大河川の河口部には大規模な貿易港が成立することが多い。ライン川河口部のロッテルダムや、長江河口部の上海などがその例である。
日本においても、水運は主要な交通手段の1つであり、例えば安曇川などの多くの河川で、上流で伐採した木材を下流に流す、いかだ流しなども行われていた。また利根運河など水運のための運河建設も行われた。しかし、日本では河川が急流であり川幅も狭く、季節による流量の変化も大きく、四方を海に囲まれているため海運が発達したこと、また、日本が近代化を迎えた時には既に鉄道が開発されていたこともあって、ヨーロッパ諸国ほどの水運の発展は見られなかった。明治期には利根川や信濃川などの大きな河川に蒸気船が就航し、河川交通の改善が図られたものの、鉄道の敷設が進むと速やかにそれにとってかわられ、明治時代末には船舶による河川交通は衰退した。
現在では、アメリカ合衆国やヨーロッパ諸国においても、船舶の大型化や鉄道・トラック輸送との競合により河川水運の重要性は低下しているが、それでも重量の重いものや危険物などには優位性があり、河川水運は主要な輸送手段のひとつとなっている。また、河川水運は道路や鉄道に比べ環境にかかる負担が非常に低く、そのため特にヨーロッパにおいては見直される傾向にある。

### その他
多くの川では漁業も盛んであり、重要な食料供給源の一つとなってきた。産業としての漁業のほか、川釣りも人気のあるレジャーのひとつである。また、近代以降河道整備が進むにつれ、堤防の内側には広大な河川敷が広がるようになり、オープンスペースの少ない都市部においては特にテニスコートや簡易なグラウンドとして整備されたり、河川に沿って遊歩道が整備されるなどレクリエーション用の空間として用いられることがある。

## 境界としての河川
河川は水運によって両岸を結びつける働きもあるものの、渡し船や橋といった手段がない限り川を越えることは難しい。このため、古くから川は境界としての役割を持っていた。現代においても、河川を国境とする国々は多い。日本においても、千葉県と隣接各県のように、河川を境界とする自治体は多く存在する。この場合、河川の中央線が国境線となることが多い。しかし、河川は洪水などによって流路変更をすることも多く、山岳国境に比べて安定した境界とは言えない。そのため、流路変更した河川をめぐって国境紛争が起きることもある。逆に、アメリカとメキシコの国境線はリオグランデ川と定められているが、1906年に人為的に川がショートカットされた結果南岸にアメリカ領の飛び地ができ、そして飛び地であることが忘れ去られてメキシコの施政下におかれ、リオ・リコという街がメキシコ施政下で建設されたという事件もあった。1970年にこの事実が再発見され、この本来はアメリカ領であった地区はメキシコに正式に割譲された。

## 環境

### 日本における場合
日本では1950年代から1960年代の高度経済成長期に、産業排水、生活排水が直接川に流されたため、水質汚染が深刻になった。これはまず公害病と悪臭の問題として取り上げられ、1970年制定、翌年施行の水質汚濁防止法などの対策がとられた。また、河川は人が自然と身近に触れ合うことのできる場であったが、都市化と治水を優先するあまり、河川をコンクリートの壁で隔てたり地下に通したりして、憩いの場とはいえなくなった。治水が一段落し、水質改善のめども立ちはじめた1980年代には、このような状況を改善するために親水空間の創出を意識した河川計画が立てられるようになった。さらに河川・河畔の生態系が重要だと考えられるようになると、1990年の建設省河川局の通達「多自然型川づくりの推進について」を転機にして、多自然型川づくりが今後の河川計画の基本とされるようになった。また、近年は河川の水質環境基準を達成していることが多くなり類型の見直しなどにより、さらに水質の改善が図られている。

### 生物
川には、様々な特有の生物相がある。
上流域は起伏に富み、流速が激しいので溶存酸素量も多く、水温が低く、貧栄養である。このような区域を渓流という。渓流では水生の大型植物は少なく、岩の表面に多数の珪藻が付着している。動物ではカワネズミなどのほ乳類、ヤマセミやカワガラスなどの鳥類、アマゴやイワナに代表される渓流性の魚類、カワゲラやカゲロウといった幼虫が水生昆虫である昆虫類が非常に豊富である。
中流域では、河原が広く、水流は遅いものの川底は小石が露出している。このような区域では河原にはヤナギのような樹木を含む特有の植物群が発達し、川底には珪藻が付着する。動物ではカワセミなどの鳥類、アユやオイカワなどの魚類、それにカワゲラ、カゲロウなどの水生昆虫が多数生息する。
下流域では流れは遅く、川底は砂泥質となる。川沿いにはヨシやマコモなどの水生植物が茂る。動物ではアオサギやコサギなどが水辺に住み、ヨシ原には小鳥が住み着き、カモやシギなどの渡り鳥が立ち寄る場となる。また、フナやコイなど止水と共通の魚や、河口ではボラなど汽水性の魚が入り込む。シラウオなども下流から河口域の魚である。昆虫では泥質の川底にはユスリカなどが住み、魚の餌として重要な役割を果たす。またサメなど本来海に生息するはずの魚が現れる事もある。
底生動物の中で、昆虫が大きな比重を占めるのは、河川の大きな特徴となっている。これらは採集、同定が比較的簡単である上、富栄養化の状態や汚染によって大きく影響を受け、その種組成がはっきりと変化することが知られているので、環境調査の上でとても重要な役割を果たしている。

## 文化

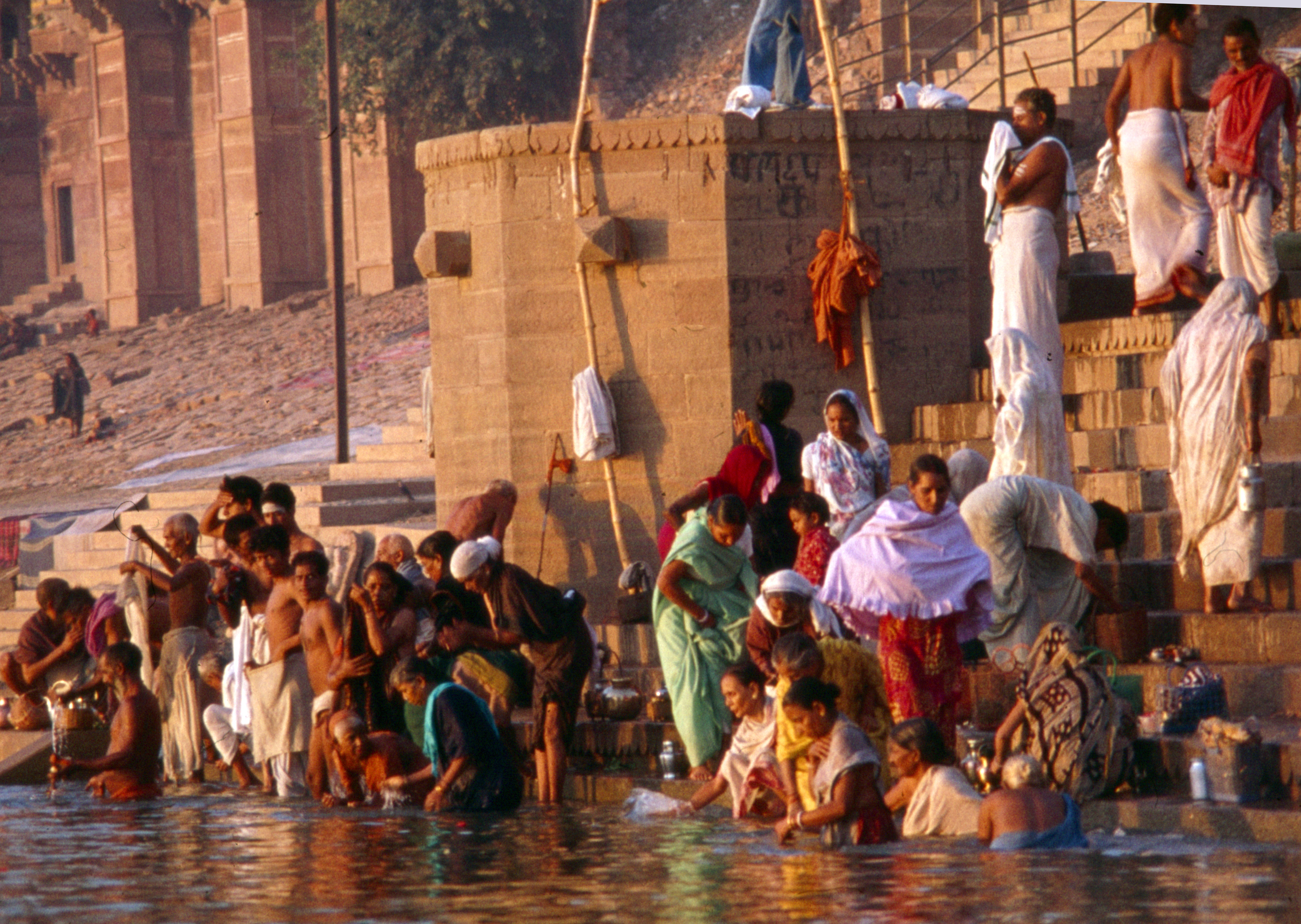
ガンジス川で沐浴する人々（ヴァーラーナシーのガート）

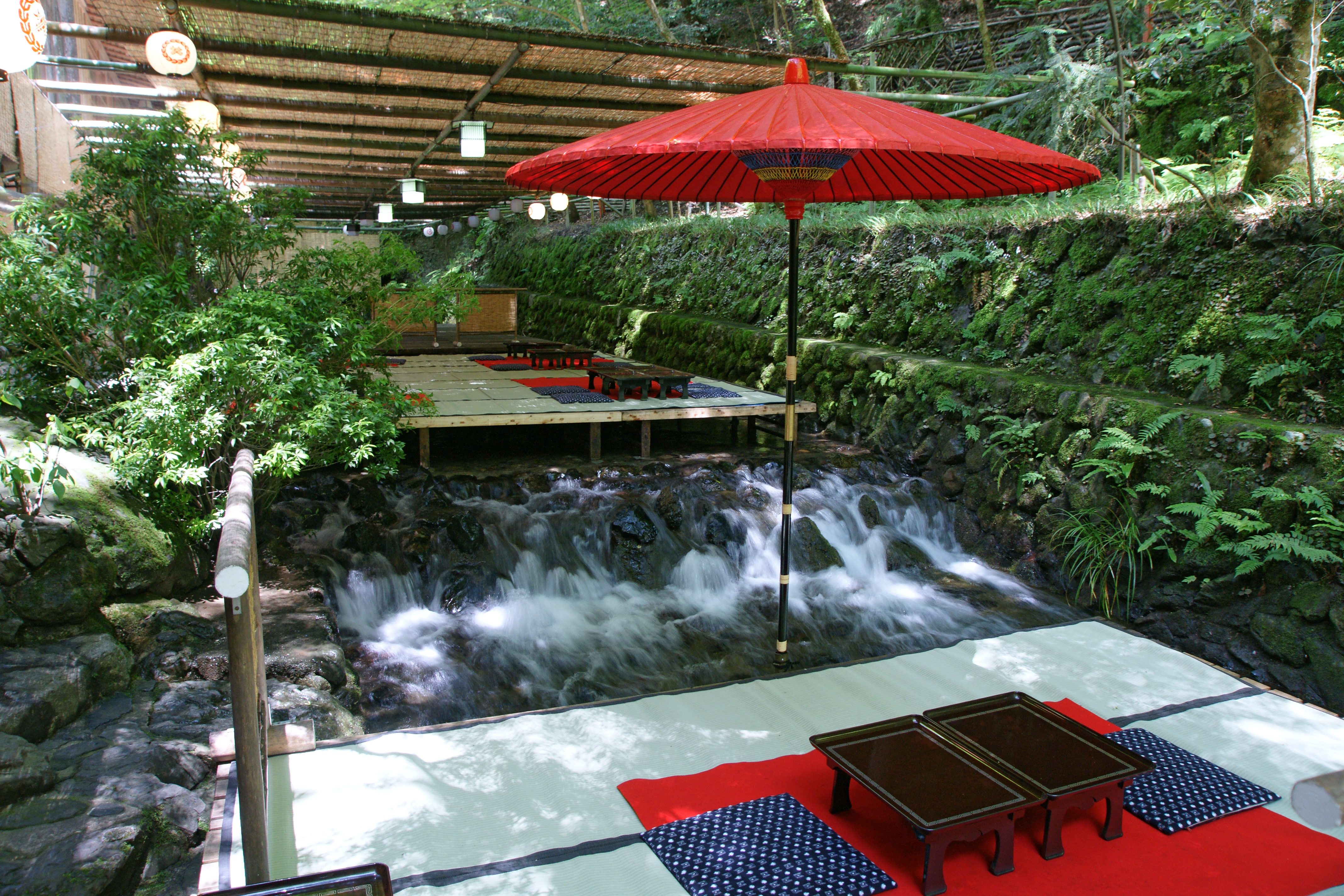
京都・貴船川の納涼床

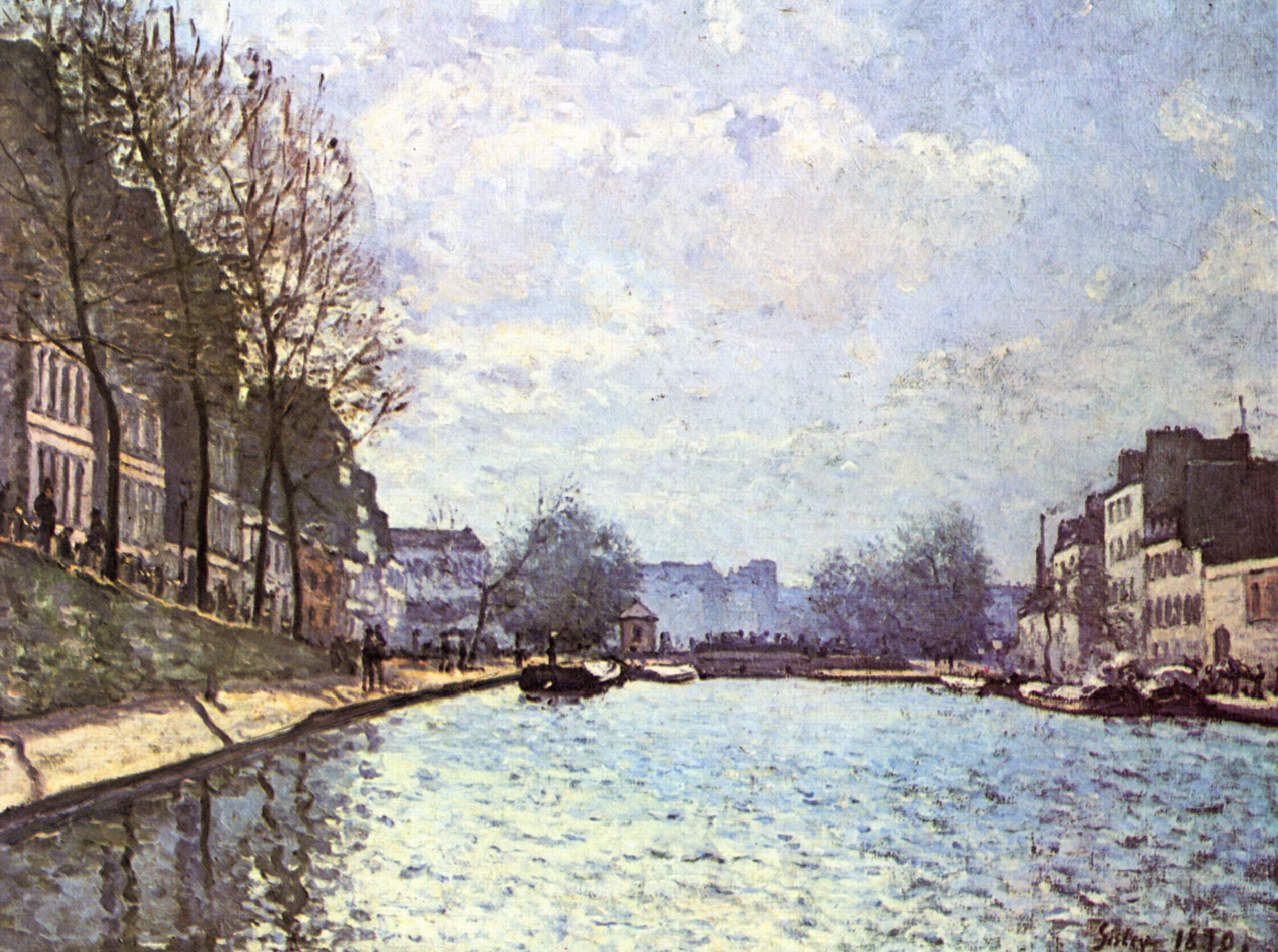
アルフレッド・シスレー『サン・マルタン運河の眺め』

世界各地の神話に川の神がいる。聖なる川（自然の聖地）とされる川もあり、ヒンドゥー教におけるガンジス川（ガンジス崇拝）、キリスト教におけるヨルダン川（ベタニア）などがある。神道において川は禊や垢離の場とされる。
仏教における三途の川や奈河、ヒンドゥー教におけるヴァイタラニー川、北欧神話におけるギョル川、ギリシア神話におけるステュクスやレーテーなど、死後の世界には川があるとも言われる。
民俗学では、川は境界・異界の象徴とされる。また灯籠流し・流し雛・花火大会・川施餓鬼・川開き・川浸りなど祭りの場でもある。川にまつわる民話・伝説も世界各地にある（ローレライ、河童、桃太郎、不老川など）。
パリのセーヌ川、プラハのモルダウ川、江戸の隅田川、京都の鴨川など、川は都市の象徴にもなっている。ドナウ川やヴォルガ川は「母なる川」、ライン川やミシシッピ川は「父なる川」と呼ばれる。
芭蕉の俳句「五月雨をあつめて早し最上川」、『美しく青きドナウ』など、川を題材にした文学・楽曲も無数にある。
『方丈記』の「ゆく河の流れは絶えずして」、ヘラクレイトスの「同じ川に二度入ることはできない」、『論語』の「子在川上」、京都の「哲学の道」など、川は思索の場でもある。